# Euxenio Charlón
Euxenio Charlón Arias, nacido en Santa Cecilia de Trasancos (Ferrol) el 14 de noviembre de 1887 y fallecido en Ferrol el 4 de agosto de 1930, fue un dramaturgo y actor gallego.

## Trayectoria
A los catorce años ingresó en la Escuela de Artes y Oficios de Ferrol, y entre 1901 y 1906 compaginó sus estudios de Aritmética, Geometría y Dibujo con el trabajo como ebanista. Se casó con Teresa Viñas Varela en 1911 con la que tuvo nueve hijos.
Participó, en Ferrol, tanto en la fundación de las "Irmandades da Fala" como del coro Toxos e Froles y fue uno de los primeros impulsores del teatro en gallego. Gran amigo de su compañero de estudios y profesión, Manuel Sánchez Hermida, Ricardo Carballo Calero los define de la siguiente manera:

Fueron dos artistas ferrolanos que disfrutaron de una época de gran popularidad. Socios entusiastas del laureado coro local Toxos e Froles, compusieron pasos y sainetes que siempre podían ser interpretados únicamente por dos actores únicamente. Ellos mismos daban a conocer así sus piezas.

Juntos compusieron Mal de moitos, Trato a cegas, Axúdate y O que non sabe mañas (O Menciñeiro ). Además, Charlón escribió en solitario la comedia Carmela y el sainete Tumbos de feira, así como letras de canciones corales.